# Robert Prader
Robert Prader (* 1960 in Innsbruck) ist ein Generalmajor des österreichischen Bundesheeres und stellvertretender Kommandant der Landstreitkräfte.

## Militärische Laufbahn

### Ausbildung und erste Verwendungen
Er wurde an der Theresianischen Militärakademie ausgebildet und schloss diese 1983 als Leutnant ab, anschließend wurde er erst Zugführer und später Kompaniechef in einem Gebirgsjägerbataillon.

### Dienst als Stabsoffizier
1988 bis 1991 nahm er am 12. Generalstabslehrgang an der Landesverteidigungsakademie in Wien teil, welchen er im Rang eines Majors abschloss und war anschließend von 1991 bis 1995 Taktiklehrer an der Landesverteidigungsakademie.
Von 1995 bis 1997 absolvierte er den französischen Generalstabslehrgang an der Collège interarmées de Défense (CID), bevor er dann 1997 als Bataillonskommandeur des Bundesheeres im Auslandseinsatz in Zypern eingesetzt wurde.
Von 2000 bis 2003 war er Chef des 16. Generalstabslehrgangs an der Landesverteidigungsakademie.

### Dienst im Generalsrang
Prader wurde am 30. Januar 2003 zum Brigadier befördert und war 2008 Kommandeur der Multinational Task Force South innerhalb der KFOR-Mission.
Später war er Kommandant der 4. Panzergrenadierbrigade und stellvertretender Kommandant der Landstreitkräfte.

### Auslandseinsätze
- 1997 im Rahmen der UNFICYP Mission als Bataillonskommandant des österreichischen Blauhelmbataillons der Friedensmission der Vereinten Nationen auf der Mittelmeerinsel Zypern.[1]
- 2008 als Kommandeur der Multinational Task Force South (MNTF South) in der KFOR im Kosovo[1]

## Privates
Robert Prader ist verheiratet und hat zwei Kinder.